# 伊達村元
伊達 村元（だて むらもと）は、江戸時代中期の武士。陸奥国仙台藩一門第四席・涌谷伊達家4代（亘理氏22代）当主。

## 略歴
寛文6年（1666年）、伊達宗元の子として誕生。
後世に残る事績はあまりなかった。享保3年（1718年）に53歳で死去し、子・村定が跡を継いだ。
村定の弟・村景は、始め仙台藩3代藩主・伊達綱宗の養子となり、その後に水沢家の伊達村和の養子となり跡を継いだ。

## 系譜
- 父：伊達宗元（1642-1712）
- 母：鶴松 - 伊達宗敏の長女
- 正室：類姫 - 伊達綱宗の次女
  - 長男：伊達村定（1687-1723）
  - 次男：伊達村景（1690-1753） - 伊達綱宗、のちに伊達村和の養子
- 生母不明の子女
  - 女子：安子 - 安姫、泰、伊達綱宗の養女、石川村弘正室